# Swan Lake (Band)
Swan Lake ist eine kanadische Indierock-Band aus Montreal.

## Geschichte
Swan Lake entstand 2006 als Supergruppe aus Daniel Bejar, Carey Mercer und Spencer Krug. Daniel Bejar ist Mitglied bei Destroyer und The New Pornographers. Mercer und Krug spielen zusammen bei Frog Eyes. Darüber hinaus betreibt Krug mit Wolf Parade und Sunset Rubdown noch weitere Bandprojekte. Zunächst spielten sie unter dem Bandnamen Thunder Cloud, bis sie bemerkten, dass der Name schon von einer anderen Band benutzt wurde. Unter dem Namen Swan Lake erhielten sie bei dem Label Jagjaguwar einen Vertrag und nahmen einen Longplayer auf, der unter dem Titel Beast Moans im November 2006 veröffentlicht wurde und auch in Deutschland gute Kritiken erhielt. Anschließend widmeten sich die Musiker wieder ihren anderen Bandprojekten. 2008 ging die Band wieder ins Studio und spielte einen zweiten Longplayer namens Enemy Mine ein, der im März 2009 wiederum von Jagjaguwar veröffentlicht wurde.

## Trivia
- Die Band benannte sich nach Schwanensee (engl. Swan Lake) von Pjotr Iljitsch Tschaikowski, eines der berühmtesten Ballette und fester Bestandteil des Repertoires jeder klassischen Ballettgruppe.

## Diskografie
Alben
- 2006: Beast Moans (Jagjaguwar)
- 2009: Enemy Mine (Jagjaguwar)